# Træ (organisme)
 For alternative betydninger, se Træ. (Se også artikler, som begynder med Træ)
Et træ er en flerårig plante, der har en tydelig, opret og forveddet stamme, som begynder ved roden, og som bærer grene og dermed blade et stykke over jorden. Det er desuden kendetegnende for disse planter, at de har forveddede skud, som bærer beskyttede knopper. De energioptagende dele sidder i toppen, mens de vand- og mineraloptagende dele sidder i rødderne. De aktive dele har kun kort levetid, men de bliver hele tiden erstattet af nydannede skud, blade og rødder. De ældre dele tjener ikke længere som organer for optagelse, men de har stadig tykkelsesvækst, sådan at de kan fungere som afstivning og transportvej for planten. Træet bliver formet af de nydannede skuds vækstretning, forvedningen af cellerne og den fortsatte celledeling i vækstlaget lige under barken. Træet kan leve i århundreder eller årtusinder på trods af en konstant tiltagende mængde af dødt kerneved, fordi et tyndt lag af levende ved (splintved) klarer opgaver som transport, oplagring og stofskifte.
Der findes ikke nogen fastlagt definition, som beskriver en mindste højde, men ordet bruges almindeligvis om planter, der er over 6 m høje, når de er udvoksede. De fleste træer er længelevende, og nogle kan blive flere tusinde år gamle og nå en højde på mere end 100 m.
En lille gruppe af træer, som vokser sammen, kaldes en lund, og et helt landskab, som er dækket af trævækst, kaldes en skov. Adskillige biotoper er defineret ud fra de træer, som vokser på stedet: regnskov og taiga er eksempler på dette. Et landskab med spredte træer i en bund af græsområde kaldes en skovsteppe eller savanne, alt efter hvordan klimaforholdene danner økozoner.
I 2015 blev det estimeret af Yale University, at der findes omkring 3.000 milliarder træer i verden.

## Plantegrupper, der har udviklet stamme
Træagtige livsformer findes i seks forskellige plantegrupper:
Ægte træer findes blandt løvtræerne (hos de dækfrøede), nåletræerne (hos de nøgenfrøede) og hos frøplanten Tempeltræ. Disse tre grupper har forveddede stammer.
Derudover findes tre mindre plantegrupper, der danner "træagtige" strukturer: palmerne, Cykas-gruppen og træbregnerne. Disse tre grupper danner stamme ud fra bladanlæggene, så de har ikke ægte ved og heller ikke tykkelsesvækst. Derfor er stammernes diameter næsten den samme gennem hele plantens liv. Det bør ikke glemmes, at træagtige former også fandtes hos kultidens padderok- og ulvefodsfamilierne
Træer findes hovedsageligt inden for 50 plantefamilier. Derimod mangler træformer hos alger, mosser, asparges-ordenen, lilje-ordenen, amarant-familien, frøbid-familien, gøgeurt-familien, kodriver-familien og med få undtagelser også hos ensian-familien, græskar-familien, klokkeblomst-familien, læbeblomst-familien, nellike-familien, ranunkel-familien, skærmplante-familien, snerle-familien, stenbræk-familien og valmue-familien.

## Træer som livsform
Da træer findes i så mange forskellige ordener og familier, viser de en stor variation i vækstformer, bladtyper, barkkendetegn, blomster, frugter osv. I det raunkiærske system bærer de navnet: fanerofytter. Disse planter kan også betegnes med det latinske ord lignum = "træstof", som bliver til ordet lignose.
De tidligste træer var træbregner og padderokker, som dannede kæmpestore skove i kultiden. De ældste kendte fossilerede næsten komplette træer er blevet fundet i Gilboas fossile skov. De er 385 millioner år gamle.

Der findes stadig arter af træbregner, men de nulevende padderokarter er alle urteagtige. Senere, dvs. i trias, opstod nåletræer, tempeltræer, cykasarter og andre nøgenfrøede, mens de blomstrende planter, de dækfrøede, først kom til i kridttiden. De fleste af nutidens træarter tilhører blomsterplanterne og nåletræerne.

## Træers økologi

### Vækstform (habitus)
Træers vækstform bestemmes i vidt omfang af, om de har stået frit fra begyndelsen eller er vokset op tæt sammen med andre træer. For eksempel dannes der krone tæt over jorden hos Almindelig Bøg, når træet står helt lysåbent. I den situation bliver de nederste grene meget tykke og vandrette eller ligefrem lidt hængende. I en sluttet bøgeskov danner de søjleagtige stammer derimod først krone i stor højde, og de opstigende grene danner et forholdsvist fladt løvtag.

### Træer under forskellige klimaforhold
I troperne finder man den mest frodige trævækst, og urskoven dannes for det meste af træarter, som tilhører plantefamilier som palme-familien, vortemælk-familien, nælde-familien, sæbetræ-familien, katost-familien, mahogni-familien, ærteblomst-familien og sapotaceae
I subtroperne finder man træer, som hører til i de stedsegrønne familier myrte-familien, laurbær-familien og den delvist løvfældende familie protea-familien. De blandes i de lidt køligere egne med andre stedsegrønne arter af familier som bøge-familien, kattehale-familien, rude-familien, oliven-familien og morbær-familien.
I de kolde tempererede egne er de løvfældende arter helt dominerende bl.a. med arter af bøge-familien, katost-familien, elme-familien, pile-familien og sæbetræ-familien. Selv om nåletræer allerede findes i sammenhængende skove i den tempererede zone, er det dog først i de subarktiske egne, at de bliver egentlig dominerende, mens løvtræarterne én efter én må give op.
I det hele taget bliver træerne mere sjældne og også mindre i væksten, jo tættere man kommer på polarcirklen. I Sverige findes ege, linde, aske, lønne, og bøge ikke nord for den 64. nordlige bredde. Nord derfor består trævæksten for det meste af graner og ædelgraner, der danner sammenhængende skove nordøst derfor, og som endda når den 60. nordlige bredde, nu sammen med birke, der findes som sammenhængende skove (taiga) helt op til den 71. nordlige bredde i blanding med elle og pile.
Højden over havet har naturligvis også betydelig indflydelse på træernes højdevækst og udbredelse, ganske som afstanden fra ækvator har det. I Andesbjergene trives Carnaubavoks-Palmen (Copernicia prunifera), og flere arter af slægterne Cinchona (krap-familien) og eskallonie trives helt op til 94 m under snegrænsen. På 30° nordlig bredde, hvor snegrænsen ligger i 4.048-4.080 m højde, finder man på Himalayas sydskråninger høje træer (Ege og Graner) i op til 3.766 m højde. Tilsvarende finder man i Mexico på 25-28° nordlig bredde bjerge med Graner op til 3.766 m og Ege op til 2.825 m højde. I Alperne ophører trævækst i 1.570 m højde og i Harzen sker det i 1.005 m højde. I Pyrenæerne finder man ege og ædelgraner til en højde på 1.883 m, men ved Sulitelma på 68° nordlig bredde i Lapland findes granerne kun op til 188 m højde, og birkene når kun en højde på 376 m.

## Træers opbygning
Træernes grundlæggende dele er rødder, stamme, grene, skud, blade, blomster og frugter. Træernes rødder, grene og stammer består af styrkevæv og transportsystemer. Veddet er dannet af vedceller (xylem), mens barken dels består af inderbarken (kambium) og dels af barkceller (phloem).
Træer kan opdeles i udadvendte og indadvendte i forhold til deres måde at forøge stammens tykkelse på. De udadvendte træer er der flest af (nemlig alle nåletræerne og alle de tokimbladede), og de får deres tykkelsesvækst ved, at de lægger nyt ved uden på det gamle. Det er en proces, som foregår i vækstlaget lige inde bag barken. De indadvendte træer (hovedsageligt de enkimbladede, f.eks. palmerne) ikke kan forøge stammens diameter, da vækstpunkterne ikke forbindes, men ligger spredt i det allerede dannede ved.
I takt med, at de udadvendte træer vokser, skaber de en årlig tilvækst, som danner en ring, når man ser på et tværsnit af grene eller stammer. Derfor kaldes tilvæksten for årringe. Under klimaforhold, hvor der er tydelig forskel på årstiderne (mod nord er det sommer/vinter, men længere sydpå er det tørke/regntid), er ringene tydelige at se, når man sammenligner den gunstige med den ugunstige årstids tilvækst. Årringene kan bruges til at bestemme træets alder og dermed også til at tidsfæste tømmer i skibe eller bygninger ved dendrokronologi. I visse tropiske egne, hvor væksten ikke bliver afbrudt af ugunstige årstider, dannes der ikke årringe, og aldersbestemmelse er derfor umulig, ligesom den er det hos de indadvendte træer.
Det er ikke alle træer, der har samtlige de dele, som blev nævnt ovenfor. Kæmpekaktusen fra det sydlige USA har ikke normale blade, mens palmerne er uden grene, og træbregnerne ikke danner bark. Alligevel kaldes de for træer ud fra deres overordnede udseende. Ofte er højden i sig selv nok til, at man omtaler en art som træ. Af samme grund er der en flydende overgang mellem buske (uden stamme) og træer (med en stamme fra jorden). Tilsvarende afviger bonsaiplanter en hel del fra normale træer, mens de dog har alle de dele, som et træ består af. En frøplante af Ædel-Cypres ligner mest af alt en Ene og bestemt ikke et træ, mens bambusarter sjældent kaldes træer, selv om de opfylder alle krav.

### Bladene
Bladets vigtigste funktion er at tjene som organ for fotosyntesen. Desuden tjener bladene til at lukke af for konkurrerende planters lystilgang, og de kan i visse tilfælde være vigtige for træets optagelse af luftbåret næring (støv).
Bladets form og udseende i øvrigt er et vigtigt kendetegn for den enkelte træart. Bladets størrelse afhænger derimod af vækstbetingelserne og kan derfor ikke bruges ved bestemmelse af et træ. Træernes kno-pper er vigtige kendetegn om vinteren, når de fleste træer er bladløse. Desuden har mange træer hår eller torne. Det er enten omdannede skud, bark eller blade, som skal beskytte træet mod dyregnav.
Et europæisk træ har i gennemsnit 30.000 blade, og derfor kan træet miste flere hundrede liter vand ved fordampning fra den store, samlede overflade (bladarealet er i gennemsnit 3-5 gange arealet af drypzonen).

### Blomsterne
Blomsten er træets specialiserede formeringsorgan. Visse træarter har satset på vindbestøvning, mens andre bruger forskellige dyr (insekter, flagermus eller fugle) som bestøvere. Disse forskelligheder i bestøvningsforholdene har fremkaldt store forskelle i blomsternes form, farve og duft.
På de tempererede breddegrader er træernes blomster ofte forholdsvis små, og hos enkelte slægter er dele af blomsterne reduceret eller helt forsvundet. De fleste træarter er insektbestøvede, men mange er vindbestøvede, og i flere familier optræder de såkaldte "rakletræer" (i bøge-familien, pile-familien og birke-familien f.eks.), hvis blomster tidligere blev anset for at være primitive. I dag ved man, at rakler og rakleagtige blomsterstande er opstået i flere omgange og uafhængigt af hinanden. Som det er gængs blandt planter, er de fleste træarters blomster tvekønnede, men der findes dog undtagelser: f.eks. særbo-blomsterne hos taks eller sambo-blomsterne hos ask.

### Frugterne
Med udviklingen af frugter har træerne evnet at give deres afkom en god start. De fleste frugter indeholder en frøhvide, der bruges som føde for den fremspirende kimplante. Afhængigt af spredningsmetoden har træarterne desuden udviklet forskellige udformninger af frugterne, så de er egnede til spredning med f.eks. vand, vind, myrer, aber eller fugle.
Træernes frugter har kun få særtræk i forhold til andre plantegruppers. Der er dog en forholdsvis høj andel af vindbårne frø, men også dyrebårne er almindelige. Hos de fleste træer modnes frøene i løbet af sommeren eller efteråret samme år, som de er dannet. Hos Fyrreslægten kan koglerne dog være flere år om at modne, og egene har ofte en 2- eller 3-årig modning af deres agern. Mange af frugterne er nøddeagtige med et enkelt frø, eller de opløses i flere enkeltfrøede, nøddeagtige dele. Saftige, farvede og duftende frugter viser tilpasning til spredning ved hjælp af fugle eller pattedyr.

### Grenene
Grenene er stammens sideskud af 1. orden, og de tjener som fæste for bladene, de fungerer som vækstpunkter for kronens tilvækst, og de danner tilsammen skelettet i kronen. De er desuden forsyningskanaler til og fra bladenes fotosyntese. Hos mange træarter kan grenene i givet fald omdannes til nye stammer, sådan at sygdom, lynnedslag eller storme ikke sætter træet ud af spillet, før det er færdigudviklet.
Træernes grene begynder deres tilværelse som tætpakkede skudanlæg inden i kno-pperne. Ved løvspring bliver skuddene forlænget og rettet ud, så de nye blade får fuldt udbytte af lyset. Allerede efter én vækstperiode er det indre af skuddet forveddet, sådan at det nu er blevet til en gren.
Grenene er opbygget nøjagtigt som stammen, som beskrevet nedenfor: Inderst er der en marv, så følger én eller flere årringes ved, så vækstlaget og yderst findes barken. Grenene skal danne et "skelet", som kan bære bladene frem mod lyset i konkurrence med andre træer. Desuden skal grenene kunne bære deres egen og bladenes samlede vægt, og de skal danne forsyningskanal til og fra bladene. Disse formål kan løses på mange måder, og det fører til, at træernes grenbygning er et vigtigt kendemærke for de enkelte arter. Grenenes fordeling på stammen skyldes lysforholdene og kan derfor ikke bruges som kendetegn.

### Stammen
Det er stammen, der gør træer til træer, for uden den var de blot store buske. Stammen har den rolle at hæve grenene og dermed bladene fri af konkurrencen om lyset. Stammen skal desuden kunne bære sin egen, grenenes og bladenes samlede vægt, og den skal kunne holde til den belastning, som træet bliver udsat for under storm. Endelig skal stammen kunne kanalisere vand og opløste næringssalte fra rødderne til bladene og opløste, organiske stoffer fra bladene ned til rødderne.
Hos de træagtige bregner og de fleste palmer er der kun en enkelt opbygget stamme, der slutter med én eneste, stor endeknop. Derfor danner de ikke sidegrene, men slutter med kæmpestore, finnede eller fingrede blade, som sidder tæt sammen. Derfor er de egentlig ikke ægte træer.
Hos de ægte træer vokser kimplantens skud frem og skaber begyndelsen til den fremtidige stamme. Det er almindeligt, at træer har apikal dominans, dvs. at skudanlægget i stammens endeknop får den kraftigste og længste tilvækst hvert år. Tilsvarende vil grenenes endekno-pper sætte de længste skud (inden for deres system) hvert år. Selv ved helt ensartede vækstbetingelser ser man dog talrige forskelle allerede fra det første vokseår.
Monopodial vækst
Enten danner skuddet regelmæssigt en vedblivende endeknop i spidsen af den gennemgående stamme. Her taler man om, at træet har monopodial vækst. Eksempler på denne voksemåde ses hos gran, lærk og ædelgran, som desuden danner talrige, vandret stillede grene, der tilsammen danner en kegleformet krone. Træer med denne opbygning kan dog få en mere slank vækstform, hvis grenene er oprette eller opstigende (som f.eks. hos ask eller flere af poplerne).
Sympodial vækst
Ved sympodial vækst mister hovedskuddet allerede fra og med første år evnen til celledeling i endekno-ppen. Derfor overtager den nærmeste sideknop den apikale dominans og dermed hovedvæksten. Det betyder, at stammen hvert eneste år bliver forlænget ved, at en sidegren bliver til nyt hovedskud. Da det foregår så tidligt og regelmæssigt, bliver stammens vækst lige så ret og gennemgående, som den er hos de monopodialt voksende arter. Denne opbygning ses hos mange løvtræer, f.eks. avnbøg, bøg, elm og lind.
Indre opbygning
I den indre opbygning af stammen afviger de enkimbladede træer – altså palmerne – stærkt fra de ægte træer. Hos palmerne findes bundter af karstrenge (sikar og vedkar) spredt i veddet, og derfor opstår der ikke noget vækstlag, ikke noget kerneved og altså heller ikke nogen vedvarende tykkelsesvækst i stammen. Hos de tokimbladede dannes der allerede fra skuddets andet leveår et sammenhængende vækstlag mellem ved og bark. De delingsdygtige celler danner hvert år ved indad og bark udad, og derved får træet en årlig tykkelsesvækst i grene, stamme og rødder. Da væksten er kraftigst om foråret og svagest om efteråret, skaber den årlige vedtilvækst et mønster, som er ringformet i tværsnit og derfor kaldes årringe.
Stammens opbygning
Et tværsnit gennem en træstamme viser de forskellige dele af veddet: Inderst har man marven eller – i visse tilfælde – et hul, som viser, hvor marven engang var. Uden om marven finder man det døde og massive, ofte mørkfarvede kerneved. Yderst har man et antal årringe af lyst splintved. Nogle træarter (f.eks. almindelig avnbøg) har ensfarvet kerne- og splintved, og forskellen består udelukkende i veddets tæthed. Andre (som f.eks. vorte-birk) har kun splintved, så disse arter har altså begge helt ensartet splint- og kerneved, selv om det skyldes forskellige årsager. Undersøgelse af træets fysiske egenskaber har vist, at splintved har stor bøjningsstyrke (brudstyrke), mens kerneveddet har stor trykstyrke. Derfor er buer ofte laminerede, sådan at træksiden yderst består af let og elastisk splintved (f.eks. Småbladet Lind), mens tryksiden inderst består af tungt kerneved (f.eks. almindelig taks).
Uden på veddet findes som nævnt et lag, som kun er få celler tykt: vækstlaget. Uden om det findes først inderbarken med sikarrene og yderst yderbarken til beskyttelse mod skader og iltpåvirkning.

### Rødderne
Rødderne danner tilsammen træets forankring i jorden. Rodnettet består af ganske tynde finrødder, som optager vand og opløste salte, og af tykke grovrødder, der fordeler tryk- og trækbelastninger fra stammen ud i hele rodnettet. Gennem alle rødder løber der si- og vedkar, som er transportsystemer for henholdsvis organiske stoffer og opløste salte. Endelig tjener rodnettet sammen med stammen som oplagringssted for energi i form af stivelse.
Træarterne adskiller sig også fra hinanden ved rodsystemets opbygning. Mange beholder den oprindelige kimrod som hovedrod gennem hele livet. Den oprindelige rod vokser som en ret og kraftig pælerod dybt ned i jorden, og fra dennes sider dannes der efterhånden svære siderødder. Et sådant rodsystem er typisk for arter, som har været tilpasset forholdene nær grænsen mellem skov og steppe som f.eks. stilk-eg, almindelig pære og østrigsk fyr.
I andre tilfælde bliver pæleroden undertrykt, og i stedet dannes der flere, lige kraftige hovedrødder, der udgår fra rodhalsen. De vokser enten ned til betydelig dybde i et skråt forløb, som det f.eks. er tilfældet med småbladet lind, almindelig bøg og europæisk lærk. Andre træer danner i stedet et højtliggende, næsten vandret netværk af hovedrødder med lodrette, nedadgående "sænkere" som hos vestamerikansk balsampoppel, vorte-birk og rødgran. Dette er en tilpasning til voksesteder med højt grundvand eller et tyndt jordlag over klippegrund.
Rodens størrelse – uanset de arveligt bestemte rodtyper – er altid begrænset af forholdene i jorden. Tilgang af vand, dræningsforhold, pH og jordtype er afgørende for, hvor stort, vidtrækkende og dybt rodnettet udvikles.
De enkimbladede træer har aldrig pælerod. Deres stamme slutter et lille stykke under jordoverfladen, og det er derfra, at de mange, ensartede siderødder udvikler sig. Deres rodnet minder om rødderne hos tuegræsser (f.eks. blåtop) og løgvækster (f.eks. purløg).

## Træers fysiologi

### Livsfaser
Træerne har 4 livsfaser (når man ser bort fra spiringsfasen): Ungt, modent, gammel og døende. Disse faser kan genfindes hos alle slags træer, fordi de er arveligt bestemt. Deri ligger også, at de har forskellig længde fra art til art og fra individ til individ. Men de ydre forhold har yderligere stor betydning for, hvornår træet skifter fra én fase til den næste. Et ungt træ, som står under kummerlige forhold (f.eks. ved en stærkt trafikeret gade), vil meget snart gå over i den modne fase og indlede en tidlig blomstring. Det modne træ vil under de samme forhold blomstre helt overdådigt og vise alle tegn på at være gået ind i fasen som gammelt træ. Og endelig vil gamle træer meget hurtigt blive døende, hvis forholdene er hæmmende for dem.
- Træernes fire aldre
- Ungt træ med sluttet, spids krone.
- Modent træ med afrundet, men stadig tæt krone.
- Gammelt træ med åben opløst krone.
- Døende træ, hvor blade kun ses yderst på skuddene, og hvor tilvæksten sker via vanris.

Det unge træ
Som ungt træ er planten præget af topskudsdominansen. Det betyder, at hovedskuddets endeknop har den kraftigste tilvækst hvert år, mens hovedgrenenes endekno-pper på deres side har den kraftigste længdevækst inden for deres eget grensystem. Det gør tilsammen, at det unge træ har en spids, ofte slank kronebygning med en tydelig tilbøjelighed til en gennemgående stamme. Det unge træ har stor livskraft og magter at overleve selv alvorlige beskadigelser.
Det modne træ
I den modne fase er træet præget af, at topskudsdominansen svigter mere og mere. Alle grene har nogenlunde ensartet tilvækst år efter år, og det betyder, at kronen bliver mere og mere afrundet, og at tendensen til én gennemgående stamme ophører. Til gengæld vil træet indlede sin kønnede fase og vise de første blomster. Det modne træ har stadig stor livskraft, men de allerværste beskadigelser tager det år at overvinde.
Det gamle træ
Det gamle træ er præget af, at hvert grensystem kæmper for livet på egne vegne og kronen skilles i flere, uafhængige løvmasser. Det virker, som om træets helhed er ved at gå i opløsning, det livgivende lys får lov at slippe igennem og tilvæksten er aftagende. Det samme gælder evnen til at klare sår og skader.
Det døende træ
Det døende træ er præget af, at al tilvækst skyldes vanrisdannelser på stammens nederste dele. Kronen er under nedbrydning, og store grene dør og brækker af efter nogle år. Stammen er hul og fyldt med brun- eller hvidfarvet trøske. Evnen til at overvinde beskadigelserne er næsten ikke længere til stede, sådan at selv små påvirkninger får alvorlige følger.

### Årstider
Under tempererede forhold har træerne ikke fire, men fem årstider. Det gælder både i Danmark og de steder på kloden, hvor man kan hente træarter, som kan gro her: løvspringet (april-maj), opbygningsperioden (juni-august), modningstiden (september-oktober), dvaleperioden (november-januar) og mobiliseringstiden (februar-marts). Tidsangivelserne skal dog tages med forbehold, for dels er der arvelige forskelle, og dels har vejrliget en betydelig indflydelse på periodernes længde.
Svarende til disse årstider kan man måle sig til forskellige niveauer af energi i træerne. Ved omhyggelige, månedlige undersøgelser over mange år har man fundet ud af, at træerne er helt nede energimæssigt under løvspringet, at energien bygges op til et højt niveau indtil sommersolhverv, at det derefter går lidt ned, men dog udflades hen over sommeren og efteråret. I dvaleperioden er niveau'et ligeledes stabilt, men under mobiliseringsperioden opbruges der store mængder af den oplagrede stivelse.
Disse skift i energiniveau kan aflæses af årringenes tilvækst. Ca. halvdelen af årets tilvækst sker i maj og juni, mens resten af årringen dannes i månederne juli-oktober. Hvis sæsonen har været god (meget lys, kølige nætter, jævnt fordelt nedbør og få skadedyrsangreb) vil årringen blive unormalt bred, mens ugunstige forhold vil gøre den usædvanligt smal. Det er dette forhold, som man udnytter i dendrokronologi, tidsbestemmelse ved hjælp af gammelt tømmer.

## Anvendelse af træer

### Udnyttelse
I skovbruget og gartneriet dyrker man træer for at kunne høste tømmer, kviste, bark, løv, blomster og frugter. Ved direkte tapning eller behandling af træstoffet kan man udvinde dets enkelte bestanddele (trætjære, terpentin, stivelse, sukker, latex, balsam, alkaloider osv.). Trædyrkning kan foretages ekstensivt, hvor man blot høster af den spontane vækst i skoven, eller den kan udføres intensivt ved plantning og pleje af plantager. Det har ført til, at mennesker gennem årtusinder har arbejdet med udvælgelse og fremavl af gode kloner. Da klonernes arvemateriale skal vedligeholdes, kan man ikke formere disse træer på den naturlige, kønnede måde. I stedet er der udviklet et helt arsenal af vegetative formeringsmåder.
Børnene bruger træer som klatretræer, mens den ældre generation bruger skovene til rekreative formål. Ved deres fotosyntese forsyner træerne menneskeheden med ilt til ånding, og ved dannelse af træstof skaber de materialer til bygninger, møbler og redskaber. Træernes frugter er ofte næringsrige og velsmagende, og de danner en uundværlig del af menneskers ernæring. Endelig indeholder træstof energi, som kan bruges til opvarmning eller fremstilling af el.

### Skader på træer
Skader kan skyldes insektangreb, vind (dele af træet knækker af), stormfald (hele træet vælter), snebelastning (dele af træet knækker af under sneens vægt), lynnedslag (dele af stammen skades eller sprænges bort), frost (udtørring ved barfrost og dannelse af barkrevner), oversvømmelse (iltmangel hos rødderne), dyregnav og – ikke at forglemme – vandalisme og tilsigtede skader (beskæring, opstamning og afkortning af rødder).
Træerne bliver angrebet af forskellige sygdomme, der kaldes visnesyge, kræft, skurv, rust, meldug, hvidråd, brunråd, harpiksflåd, gummiflåd, bladplet og sodskimmel.
Misdannelser i træerne kaldes heksekost, galler, svulster og masret ved.
Desuden er træernes skud, blade, grene, stammer og rødder føde for en lang række dyr, der under denne synsvinkel må betragtes som skadedyr.

## Træer og mennesker
| Citat | Intet andet væsen er så omfattende og så snævert forbundet med menneskehedens skæbne som træet | Citat |
|       |                                                                                                |       |

skrev historikeren Alexander Demandt i et omfangsrigt værk, Über allen Wipfeln – Der Baum in der Kulturgeschichte, der er viet til træerne i kulturhistorien. For ham begynder menneskehedens historie med ilden, som lynet sendte ned i træerne, og som gjorde træet til en uundværlig ledsager til alle tider.

### Skikke
Der er en hel masse skikke, som er knyttet til træet. De omfatter alt fra træet, som man planter ved et barns fødsel over majtræet, der mange steder stadigvæk bliver rejst på Valborgsaften, juletræet og det træ, man sætter op i forbindelse med rejsegildet til det træ, man planter på graven. Tidligere blev gårdtræet betragtet som en beskyttelse mod ulykker, og mange steder kan man endnu finde "pesttræer", som er plantet over de massegrave, der blev nødvendige efter pestangrebene i middelalderen. Nationer og folk har hver deres træ, som man opfatter som karakteristisk for dem: bøgetræet opfattes som "det danske træ", mens tyskerne ser lindetræet som noget særligt for dem. Birkene symboliserer Rusland, mens baobabtræet er et kendemærke for den afrikanske savanne.
Endnu i dag findes der bystævnetræer, der bliver passet og plejet (f.eks. Davindelinden), og som skaber samlingssted i byen. Kelterne, slaverne, germanerne og balterne tilbad træerne i hellige lunde, og fældningen af disse træer er ofte beskrevet i beretningerne om kristningen af Nordeuropa. En rest af denne tilbedelse af træerne kan man se i de såkaldte "kludetræer", som er behængt med votivgaver i form af klude. Og muligvis skal man også se skikken med at give sutter til bestemte træer som et udslag af en ældgammel helliggørelse af træerne.

### Religion
I mange myter findes der et verdenstræ, som danner den akse i verden, som kosmos er formet omkring. Hos Mayakulturen var kapoktræet det hellige verdenstræ. Også hos nordboerne var asken Yggdrasil sådan et verdenstræ, og i den nordiske mytologi var de første mennesker, Ask og Embla, skabt ud af en ask gren og en elmetræs gren, som flød op på stranden da guderne gik en tur.
Hos mange folkeslag har træerne spillet en rolle som livstræer (f.eks. Morbær-Figentræet hos ægypterne eller livstræet i den jødiske mytologi), som udødelighedens træ (Ferskentræet i Kina) eller som symbol på den åndelige opvågnen i buddhismen (bodhitræet).

## Træarter i Danmark

### Hjemmehørende og ofte sete træarter i Danmark
Følgende slægter er oprindeligt hjemmehørende, dvs. tidligt indvandrede efter seneste istid: ask, avnbøg, bøg, eg, el, elm, hvidtjørn, kirsebær, lind, løn, pil, poppel (med arten bævre-asp), røn og æble. Blandt nåletræerne er det disse tre: ene, fyr og taks . De oprindeligt hjemmehørende træarter/slægter kendetegnes ved at de har enstavelsesnavne. Nogle moderne navne for træarter/slægter er flerstavelsesnavne, selvom arten/slægten har et ældre enstavelsesnavn. Poppel er et godt eksempel på et moderne flerstavelsesnavn for en slægt, hvor man tidligere brugte enstavelsesnavnet asp for denne slægt. I dag bruges asp i en mere snæver betydning, og dækker kun nogle arter inden for poppelslægten.
Blandt de indførte (naturaliserede) slægter kan nævnes: gran, hestekastanje, lærk, robinie, ædel-Cypres og ædelgran samt en lang række park- og havetræer især fra det østlige Nordamerika (New England-staterne), Sichuan-provinsen i Kina og fra Japan.

### De vigtigste træslægter i Danmark
Træslægterne er ikke vigtige i sig selv, for de findes ikke noget sted i den virkelige verden. Det gør derimod de arter, som slægterne rummer, og det er under den synsvinkel, at slægterne bliver betydningsfulde. De vigtigste træslægter er – strengt taget – dem alle, for i virkeligheden kan ikke én eneste art undværes i de plantesamfund, hvor de hører hjemme. I en mere snæver betragtning er de vigtigste dog dem, som har direkte betydning for mennesker, og i Danmark altså for folk, som lever her.
Man vælger ofte at inddele den store mængde træslægter efter de botaniske grupperinger, som de henregnes til. Derfor taler man om henholdsvis tokimbladede, enkimbladede, nåletræer, tempeltræer, cykasarter og bregner. Alle disse slægter har vidt forskellig betydning for mennesker. Nogle er vigtige, fordi de er hjemmehørende i vores egen natur, og andre er det, fordi de bliver brugt som prydplanter. Visse træslægter rummer arter, som giver nyttige produkter (trætjære, harpiks, medicin, frugter osv.), og nogle omfatter arter, der er vigtige for tømmerproduktionen.
De vigtigste træslægter der er hjemmehørende eller dyrkede i Danmark omfatter:
- Løvtræer: Ask, Birk, Bøg, Eg, El, Elm, Hestekastanje, Hassel, Kirsebær, Lind, Løn, Pil, Poppel, Røn, Æble
- Nåletræer: Enebær, Fyr, Gran, Lærk, Taks, Thuja, Ædelgran, Ædelcypres

Eksempler på vigtige træslægter, som hverken er hjemmehørende eller almindeligt dyrkede i Danmark:
- Løvtræer: Akacie, Avocado, Citrus, Eukalyptus, Figen, Kaffe, Kakao, Kanel, Kastanje, Mango, Morbær, Oliven, Valnød
- Nåletræer: Ceder, Cypres, Douglasgran

## Bemærkelsesværdige træer

### Alder, stammeomfang og højde
Træerne kan opnå en særdeles høj alder, hvis de vokser i uforstyrret vegetation og under gunstige betingelser. En usædvanligt tyk stamme er ofte forbundet med høj alder – og den kan være adskillige århundreder eller årtusinder. Derimod er der ikke nødvendigvis nogen sammenhæng mellem træets højde og dets alder.
Slægten Ginkgo går længst tilbage af alle nulevende træ-slægter, helt tilbage til juratiden som eneste overlevende af Ginkgophytterne, der stammer tilbage fra permtiden for ca. 270 mil. år siden og har ingen nulevende slægtninge. Også på anden måde er Ginkgo biloba bemærkelsesværdig, nemlig ved at have det største genom med mere end 10 milliarder basepar.

### Rekorder
- Det højeste træ i verden er et Rødtræ (Sequoia sempervirens), kaldet "Hyperion", som er 115,55 m.
- Træet med den største masse er et Mammuttræ (Sequoiadendron giganteum), med tilnavnet "General Sherman", som rummer ca. 1.500 m³ ved.
- De laveste træer er Bonsai, som bliver holdt kunstigt små ved menneskelige indgreb.
- Det ældste træ er en Pinus longaeva (tidligere betragtet som en varietet af børstekogle-fyr) fra White Mountains i Californien. Den er 4844 år gammel.
- Det tykkeste træ er en sumpcypresart (Ahuehuete eller Taxodium mucronatum), som står i Santa Maria de Tule i Oaxaca-provinsen i Mexico. Dets diameter på det tykkeste sted er 36,2 m.
- De mest kuldetålende træer er Larix gmelinii og krybe-fyr. De klarer temperaturer ned til −70 °C.
- Larix gemelinii er også det træ, som når længst mod nord: I det nordøstlige Sibirien findes det nord for den 70. breddegrad.
- Det træ, som vokser i de højeste luftlag er den Abies squamata, som vokser i over 4.000 m højde i Sichuan.[27]
- Det træ, der har den mindste massefylde, kommer fra balsatræet (hvis gennemsnit er 155g/liter, men som kan have helt ned til 100g/liter)[28].
- Det træ, som har den største massefylde kommer fra enten det australske jerntræ (Guaiacum officinale) med en vægtfylde på 1,28-1,37 kg/liter[29] eller fra ibenholttræet med massefylden 0,9–1,05 kg/liter[30].